# 珠木のぞみ
珠木 のぞみ（たまき のぞみ、12月29日 - ）は、日本の女性声優。千葉県出身。アクセルワン準所属。

## 出演

### テレビアニメ
2010年代
- イクシオン サーガ DT（2012年、女仮面戦士）
- 血液型くん!（2013年、O型女子）
- ヘボット!（2016年、イノジロー）
- ドリフェス!R（2017年、ファン）
- PERSONA5 the Animation（2018年、マダムA）
- わしも（2019年、子供、ミーモ）

2020年代
- リアデイルの大地にて（2022年、宿屋の女将、シャイニングセイバーの騎士A、村人A）
- 勇者パーティーを追放されたビーストテイマー、最強種の猫耳少女と出会う（2022年、子供C、女A、女児、おばちゃん、隣の女性店主）
- ポーション頼みで生き延びます!（2023年、リテリサの母）
- 青の祓魔師 シリーズ（2024年 - 2025年、スパイの妻、母親、通行人、医工騎士、斎宮の侍女） - 3シリーズ
- キングダム（2024年、赤ちゃん）
- クレヨンしんちゃん（2024年 - 2025年、ウサギ、お姉さんB）
- らんま1/2 (2024)（2024年、スタイリスト部女子）

### Webアニメ
- T・Pぼん（2024年、加茂丸の母）

### ゲーム
2013年
- CONCEPTIONII 七星の導きとマズルの悪夢

2014年
- あかやあかしやあやかしの
- あやかしごはん（朱音スミ）
- 放課後colorful＊step〜うんどうぶ!〜
- 放課後colorful＊step〜ぶんかぶ!〜

2015年
- サウザンドメモリーズ（瞬鳴の焔剣士エレメア、戦極の龍騎兵カラフィ、破軍の凪槍士アネラス）
- DYNAMIC CHORD feat.[rêve parfait] Append Disc（百瀬ひろと）
- 夏色ハイスクル★青春白書 〜転校初日のオレが幼馴染と再会したら(略)（白井蒼）
- Re:BIRTHDAY SONG〜恋を唄う死神〜（司馬ケイナ）

### ドラマCD
- 国民的スターに恋してしまいました（槇みゆき、TVキャスター）
- 夏雪ランデブー
- マザーズ スピリット（女子大生）
- 望むべくもない（女友達A）

### 吹き替え
- 完全なるチェックメイト（ドナ〈エヴリーヌ・ブロシュ〉）
- スティーラーズ（コニー）

### ナレーション
- PV「無添加ミネラルファンデーション誕生まで」
- 世界一周 魅惑の鉄道紀行 第226回（2018年7月23日、BS-TBS）

### ラジオドラマ
- TBSラジオ エブ★ラジ 夜の連続スマホ小説「悪魔のコーヒー、天使の角砂糖」[9]

### シリーズ一覧
1. ↑  第3期『島根啓明結社篇』（2024年）、第4期『雪ノ果篇』（2024年）、第4期『終夜篇』（2025年）